# プロミン火力発電所
プロミン火力発電所は、クロアチアのプロミンに位置する火力発電所。同発電所はクロアチア国内の電力需要の13%を賄えている。この発電所には高さ340mの煙突がある。これは、クロアチアで最も高い建築物である。1969年に竣工。